# 彼得·斯文森
彼得·斯文森（英語：Peter Svensson，1974年10月18日—）是來自瑞典的作曲家、製作人和音樂家，他擔任羊毛衫乐队的吉他手。